# Блаж-Юс
Блаж-Юс (удм. Блаш) — деревня в Сюмсинском районе Удмуртской Республики России.

## География
Деревня находится в западной части республики, в зоне хвойно-широколиственных лесов, в пределах западной части Кильмезской низменности, на расстоянии примерно 13 километров (по прямой) к юго-юго-западу от села Сюмси, административного центра района. Абсолютная высота — 111 метров над уровнем моря.

### Климат
Климат характеризуется как умеренно континентальный, с продолжительной холодной многоснежной зимой и относительно коротким тёплым летом. Среднегодовая температура воздуха — 2,4 °С. Средняя температура воздуха самого тёплого месяца (июля) — 18 °C (абсолютный максимум — 36,6 °C); самого холодного (января) — −15 °C (абсолютный минимум — −46,8 °C). Безморозный период длится 125 дней. Среднегодовое количество атмосферных осадков составляет 400—700 мм, из которых большая часть выпадает в тёплый период. Снежный покров держится в течение 155 дней.

### Часовой пояс
Деревня Блаж-Юс, как и вся Удмуртская Республика, находится в часовой зоне МСК+1. Смещение применяемого времени относительно UTC составляет +4:00.

## Население
| 2010 | 2012 |
| ---- | ---- |
| 138  | ↘133 |

### Национальный состав
Согласно результатам переписи 2002 года, в национальной структуре населения удмурты составляли 53 % из 211 чел., русские — 46 %.